# Phạm Văn Dần
Phạm Văn Dần là Thiếu tướng Công an nhân dân Việt Nam. Ông từng giữ chức vụ Tổng cục trưởng Tổng cục Xây dựng lực lượng (nay là Tổng cục Chính trị, Bộ Công an (Việt Nam)).

## Tiểu sử
Ông là con trai trưởng của ông Phạm Văn Nghi, Hiệu trưởng Trường Công an Trung ương (tức trường C500, nay là Học viện An ninh nhân dân).
Năm 13 tuổi, ông sang Trung Quốc du học. Ông là cựu học sinh của Quảng Tây Nam Ninh dục tài Học hiệu ở thành phố Nam Ninh, tỉnh Quảng Tây, Trung Quốc. Trường này là nơi đào tạo cán bộ của nước Việt Nam Dân chủ Cộng hòa trong kháng chiến chống Pháp. Đây chính là Khu Học xá Việt Nam tại Trung Quốc từ năm 1951 - 1958.
Tháng 10 năm 1969, khi ông trở về từ châu Phi (ông là chuyên gia ở châu Phi), trường Công an Trung ương bắt đầu đào tạo khóa Đại học đầu tiên (khóa Đ1), ông được tổ chức phân công về trường Công an Trung ương giảng dạy môn Toán và tiếng Pháp dù cha ông khi đó đang là hiệu trưởng của trường không muốn. Sau đó ông gia nhập lực lượng công an nhân dân Việt Nam.
Ông thông thạo cả hai thứ tiếng là tiếng Trung Quốc và tiếng Pháp.
Ông là Tổng Biên tập đầu tiên của Tạp chí Văn hóa - Văn nghệ Công an.
Tháng 4 năm 2002, ông là Tổng cục trưởng Tổng cục Xây dựng lực lượng (nay là Tổng cục Chính trị, Bộ Công an (Việt Nam)).
Ông đã nghỉ hưu.

## Phong tặng

### Lịch sử thụ phong quân hàm
- Đại tá Công an nhân dân Việt Nam
- Thiếu tướng Công an nhân dân Việt Nam